# 万世一系

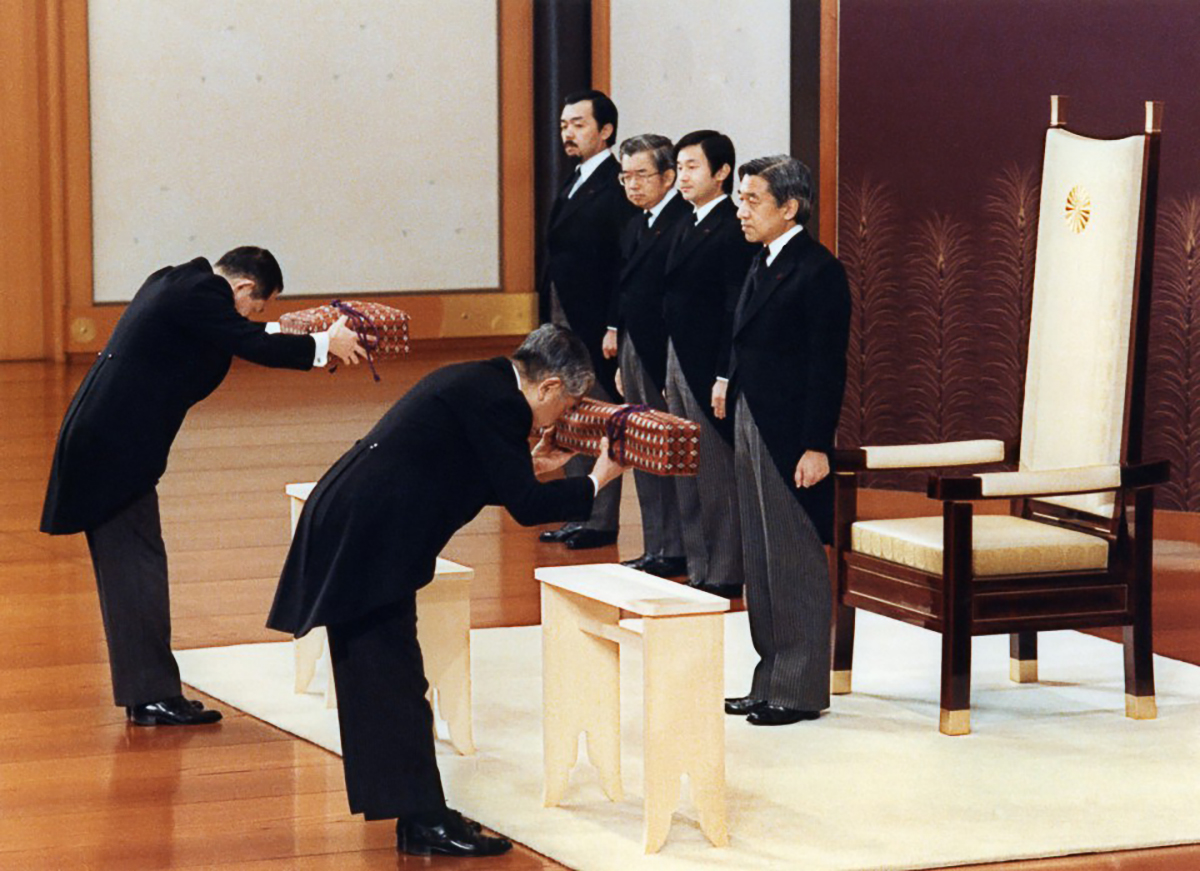
剣璽等承継の儀
1989年（昭和64年）1月7日

万世一系（ばんせいいっけい、旧字体：萬世一系）は、父系/男系により継承される日本国の皇統を指す語である。女系天皇はこれを断絶させる。

## 起源

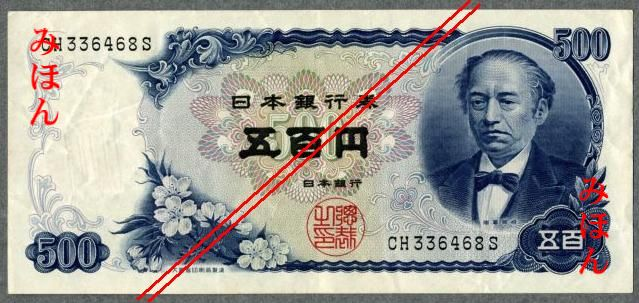
岩倉具視

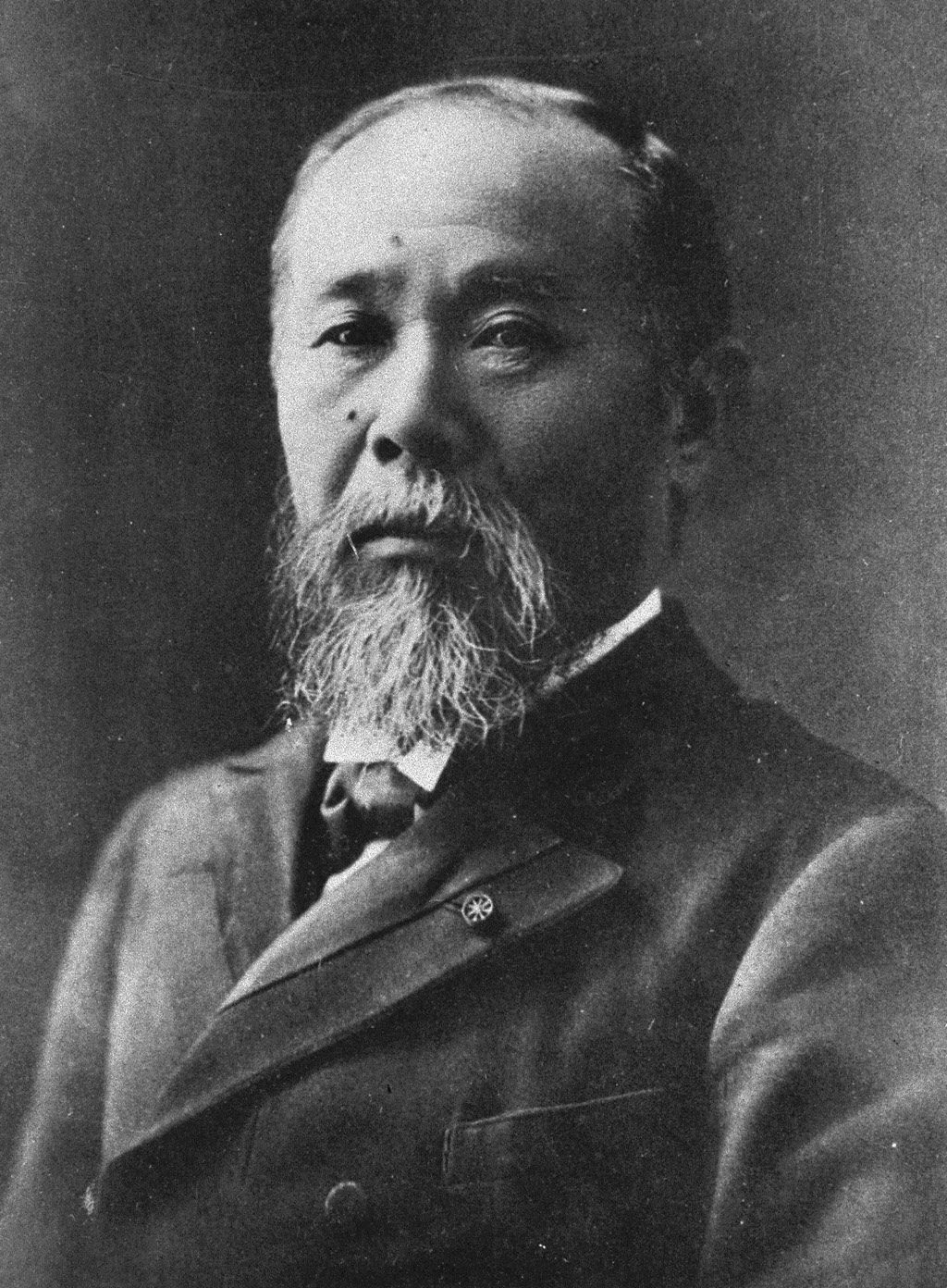
伊藤博文

江戸時代初期の儒学者、山崎闇斎、山鹿素行、林羅山、らは、中国の王朝は革命によって倒されるが日本の王朝は長く続いていることから、日本こそが真の「中国」であると主張し「百王一姓」の考えが生じた。（中国の儒教思想は徳を持つ人物が王となることを正統と見なす。不徳の王は革命によって倒される。）
江戸後期の儒学者・林述斎は「全唐詩逸序」（文化1年、西暦1804年）に、革命で王朝が交替する中国に対し「我が東方は即ち然らず。百王一姓、日月悠久、風淳俗朴にして、事は皆な古を師とす。」と記し、また儒学者・広瀬旭荘は『九桂草堂随筆』（安政2-4年、西暦1855年-57年）に「京を見ざれば、我邦の　百王一姓、万国より尊きを知らず」と記した。
慶応3年（1867年）10月、岩倉具視は、「王政復古議」に「皇家は連綿として万世一系礼楽征伐朝廷より出で候」（原文カタカナ）と指摘した。これが「万世一系」の語の初出である。尚、この語での登場は江戸末期が初だがほぼ同義語の皇胤一統という語は鎌倉時代より使用されている。
「万世」とは永く天皇の御代が続くこと、「一系」とは皇統が一本の糸のように繋がっていることとされる。
明治9年（1876年）に「元老院」（元老院議官）により第一次憲法草案であり女性天皇を容認する『日本国憲按』が作成された。民間でも私擬憲法が盛んに作成された。明治15年（1882年）の新聞討論では女帝論と男帝論が論じられ、数の上でほぼ互角であった。
伊藤博文は明治17年（1884年）3月に宮内省に制度取調局を設け同長官に就任し男系の者がいなくなった場合に女系の皇位継承を認める『皇室制規』が作成された。しかし井上毅は『謹具意見』で男系継承を主張した。
伊藤博文は天皇を男系男子に限定する根拠として皇室典範義解で以下の項目を挙げた。
- 和気清麻呂が宇佐八幡宮の神託を奏上したことから「君と臣との分」により必ず皇統から選ぶこと。
- 初代天皇から32世の間は女帝を立てた例がなかった。
- 神功皇后は女性のため天皇に即位しなかった。
- 推古天皇など女性天皇の例はあるが、これらは一時的な措置な「つなぎ」であり範とすべきではない。
- 皇統にして皇位を受け継ぐ者は必ず一系に限り、分裂してはならない。南北朝時代は変則的なものである。

これにより伊藤博文は明治22年(1889年）『（旧）皇室典範』制定に際し以下の3項目を皇位継承における万世不変の大原則と主張した。
- １．皇祚を踐むは皇胤に限る。
- ２．皇祚を踐むは男系に限る。
- ３．皇祚は一系にして分裂すべからず。

南北朝時代は複数の系統であったが政権が分裂して争うことは歴史的に普遍的な出来事である。ただし「万世一系」という事柄に反する。
大日本帝国憲法では次のように記された。

第一條
大日本帝󠄁國ハ萬世一系ノ天皇之ヲ統治ス

当初案では男系の者がいなくなった場合又、夫が皇胤であるという条件の基で容認されていた(『皇室規制』)女性・女系天皇は廃され、天皇は完全に男系男子に限定された。

## 歴史

### 「万世一系」論の始まり
この言葉の初出は上記の「王政復古議」だが、「日本は、王朝交代したことがない点で他国と基本的に異なる」という信念自体は、日本の王朝と同じくらい古くからあった。
大伴家持は自分が仕えた聖武天皇を称える次のような和歌を残している（下記の現代語訳は日本学術振興会の英訳から）。

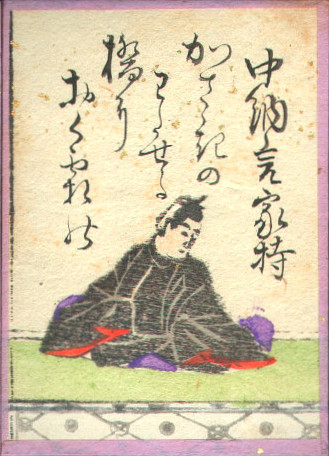
大伴家持

この和歌では天皇の家系が長いと述べているが、どれほど長いかは言及していない。

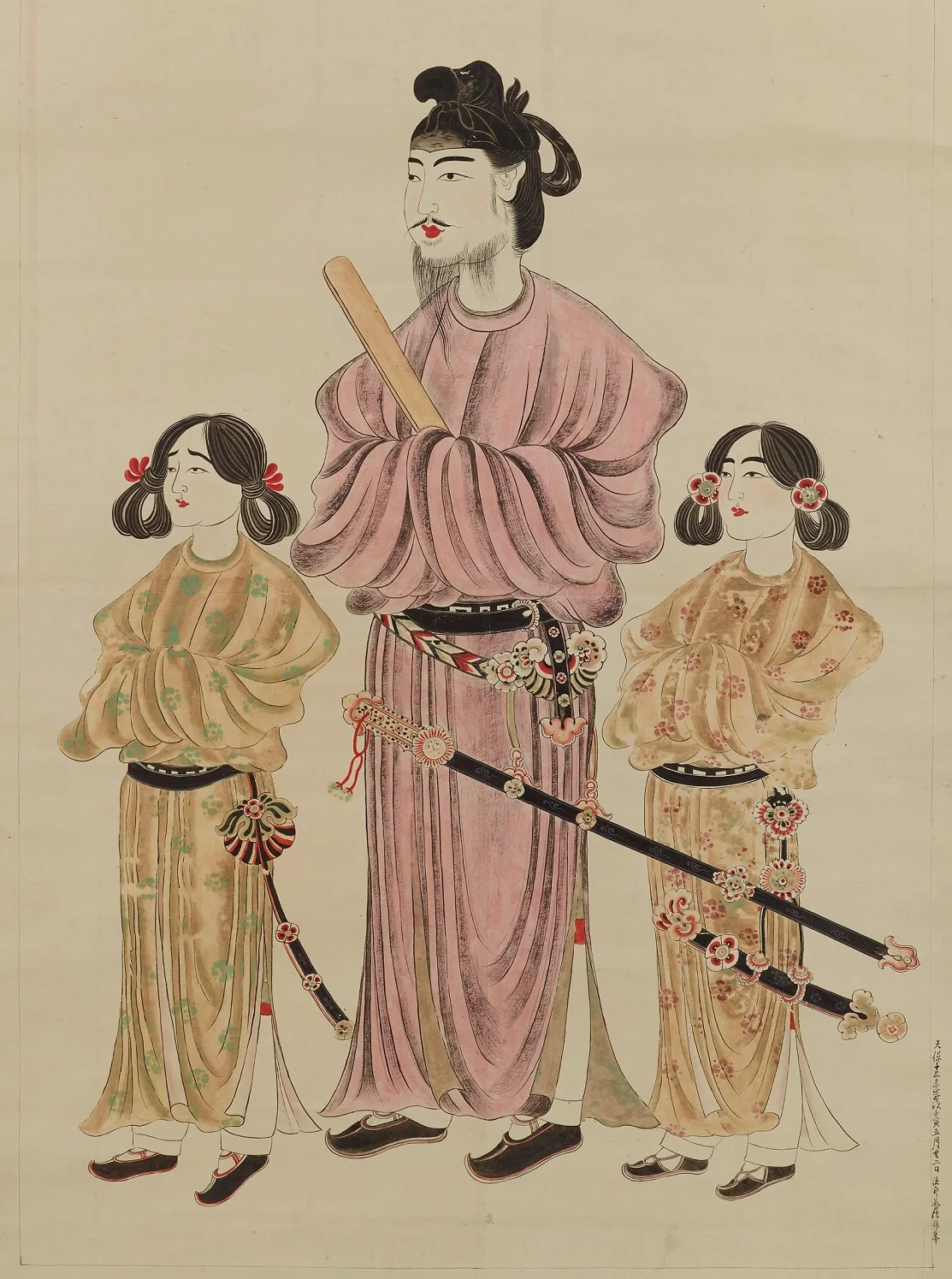
聖徳太子

『日本書紀』では神武天皇が即位した年を西暦紀元前660年としている。これは意図的に引き延ばされた年代と考えられており、古代天皇の100歳以上の寿命などについて江戸時代に既に批判が出ていた。

### 中国
王朝が非常に古いという主張は、自国民だけでなく、国家としては日本より古いが、歴代王朝は日本より短命とされた中国に対して威信を示すためでもあった。中国側がこの主張に感銘を受けた例も記録されている。
『新唐書』には日本の歴史も略述され、「神の代」に属す日本の支配者32人のうち最初と最後の2人と、『日本書紀』などが掲げる「人の代」に属す歴代天皇58代（神武天皇から光孝天皇まで）も列挙されている。
楊億（ようおく）は『新唐書』の編纂に参加し、日本の学僧である奝然が当時の中国皇帝にもたらした以下の情報について記録を残している。「王家はひとつだけで、64代引き続いておさめてきた（国王一姓相伝六四世）。行政・軍事の官職はすべて世襲である。」当時の天皇は円融天皇で、皇統譜によれば64代目にあたる。
『宋史』「日本伝」では、北宋の皇帝・太宗の反応を以下のように記述している。

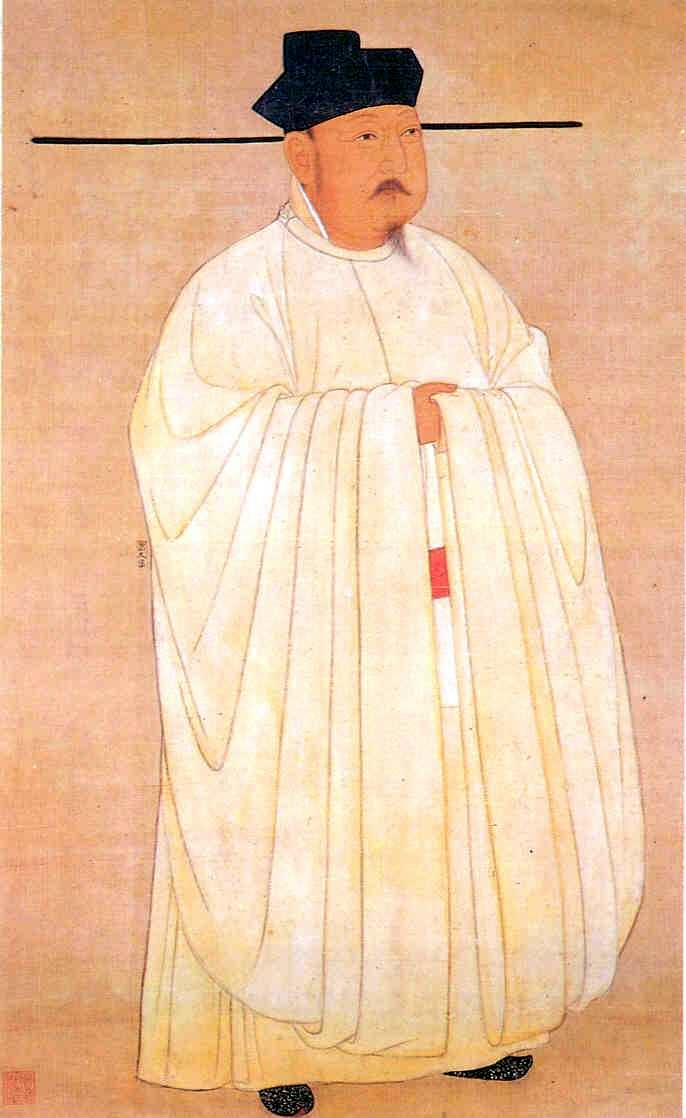
北宋の太宗

日本側でも、北畠親房の『神皇正統記』では以下のように論じている。

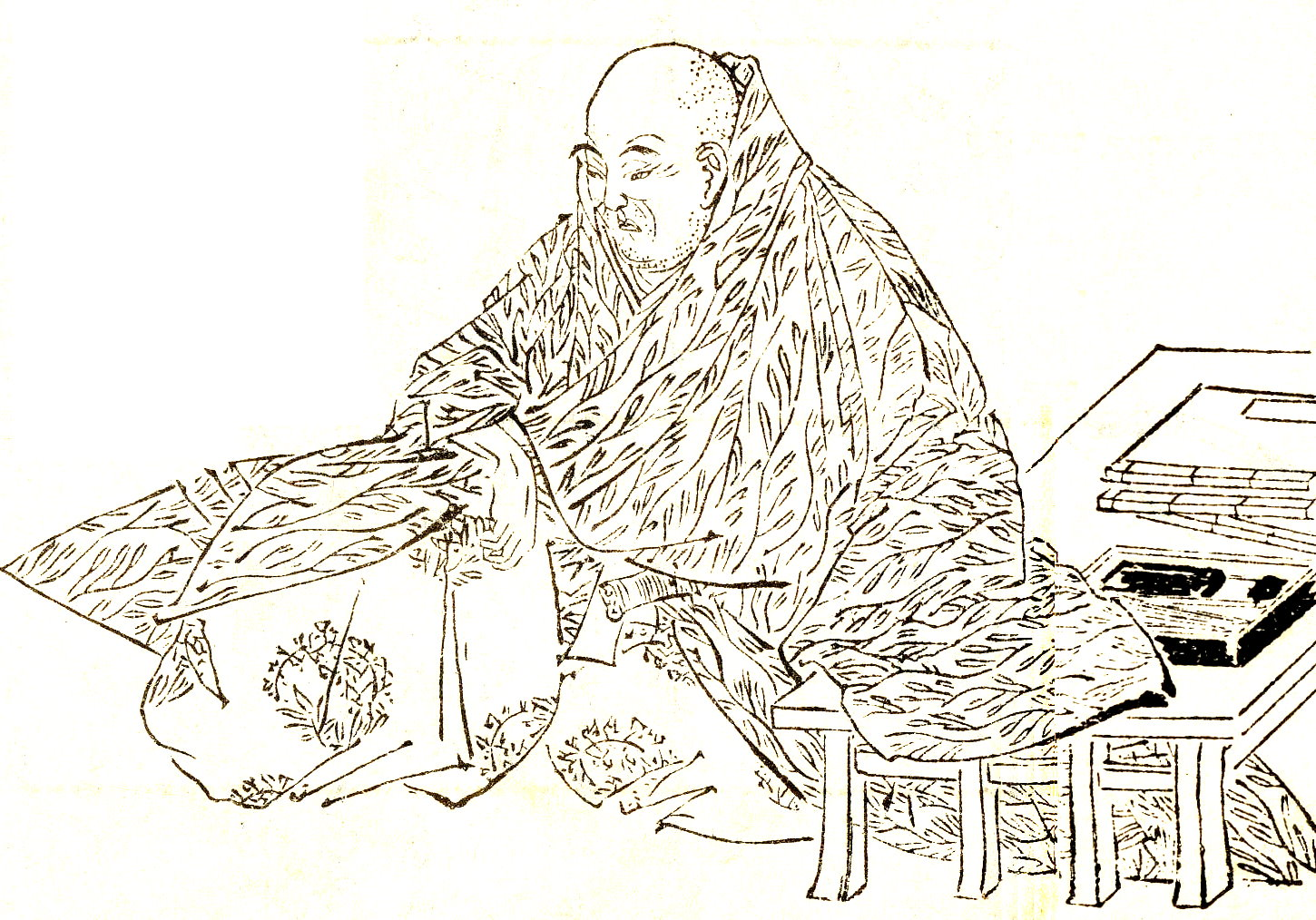
北畠親房

### ヨーロッパ
16 - 17世紀のヨーロッパ人も、万世一系の皇統とその異例な古さという観念は知られていた。日本建国の日付を西暦に計算しなおして紀元前660年としたのは、ヨーロッパ人である。
スペインのフィリピン臨時総督ドン・ロドリーゴ・デ・ビベロは『ドン・ロドリゴ日本見聞録』に、日本人について以下のように記述している。
当時の天皇は後水尾天皇で、皇統譜によれば108代目にあたる。
貿易商人ベルナルディーノ・デ・アビラ・ヒロンは1615年、日本から以下のように報告している。

エンゲルベルト・ケンペルは『日本誌』で以下のように説明している。

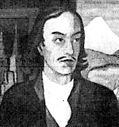
エンゲルベルト・ケンペル

さらに、歴代天皇の名前と略伝を日本語文献のとおりに列記している。

### 江戸時代
江戸時代、尊皇家は天皇への尊崇と支持を高めるため、皇室の大変な古さと不変性を強調した。
軍学者山鹿素行は寛文9年（1669年）に著わした『中朝事実』で下のように論じている。

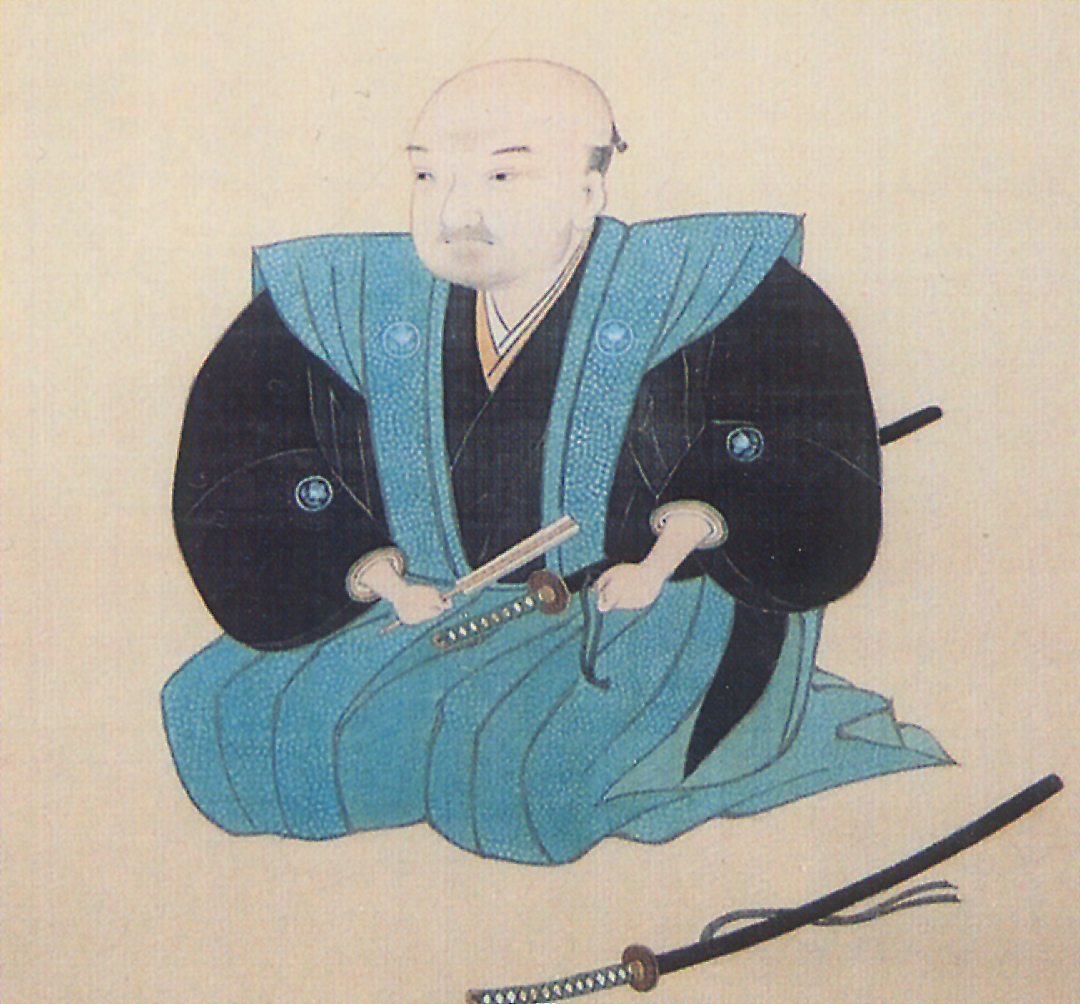
山鹿素行

とはいえ、江戸時代の知識人全員が、太古的な古さという主張に賛成したわけではない。経世家本多利明は寛政10年（1798年）の論考のなかでこう説いている。「世界最古の国はエジプトで6000年の歴史を有し、中国も3800年の歴史を主張しうるのにたいし、神武天皇即位からは1500年しか経っていないのだから、日本の歴史はずっと短い」。1500年というこの年代は、近代の学者が示唆する3世紀末に驚くほど近いと、ドナルド・キーンは指摘している。

### 明治時代

福澤諭吉

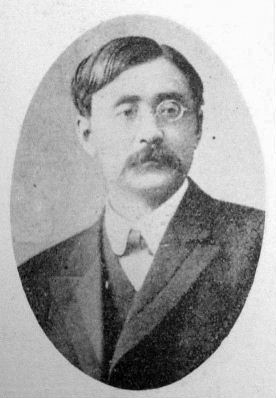
新渡戸稲造

明治時代の多くの知識人は、皇室の永続性という大原則を受け入れ、誇りとしていた。福澤諭吉も、皇室の永続性は近代化を推進する要素だと見なしていた。1875年（明治8年）に執筆した『文明論之概略』の「西洋の文明を目的とす」の一節にて、以下の持論を展開している。
ただ、国の紀元についての原則は、その信奉を強制されていたわけではない。新渡戸稲造（1862-1933）は国際連盟の事務局長の職にあったとき、日本国外でだが、公式の場で紀元の正確さにはっきりと疑問を呈している。スウェーデンの首都・ストックホルムで開かれた日本・スウェーデン協会の会合の際、演説のなかで次のように述べた。

### 戦前
万世一系は、戦前において、共和制や共産主義革命を否定する根拠とされた。また、日本は君民一体の国柄で、他国のように臣下や他民族が皇位を簒奪することがなく、臣民は常に天皇を尊崇してきたとする歴史観を形成した。さらに、日本は神の子孫を戴く神州であり、延いては世界でも優れた道義国家であるとする発想を生んだ。戦前には、国粋主義と結びついて皇国史観という歴史観を形成した。特に、明治維新から戦中までの期間には、国家公認の史観として重視され、大日本帝国憲法第1条にも記載されていた。
北一輝は自筆の『国体論及び純正社会主義』にて、「日本国民は万世一系の一語に頭蓋骨を殴打されことごとく白痴となる」と万世一系を批判した。この著書は刊行後すぐに発禁処分を受けた。

### 戦後

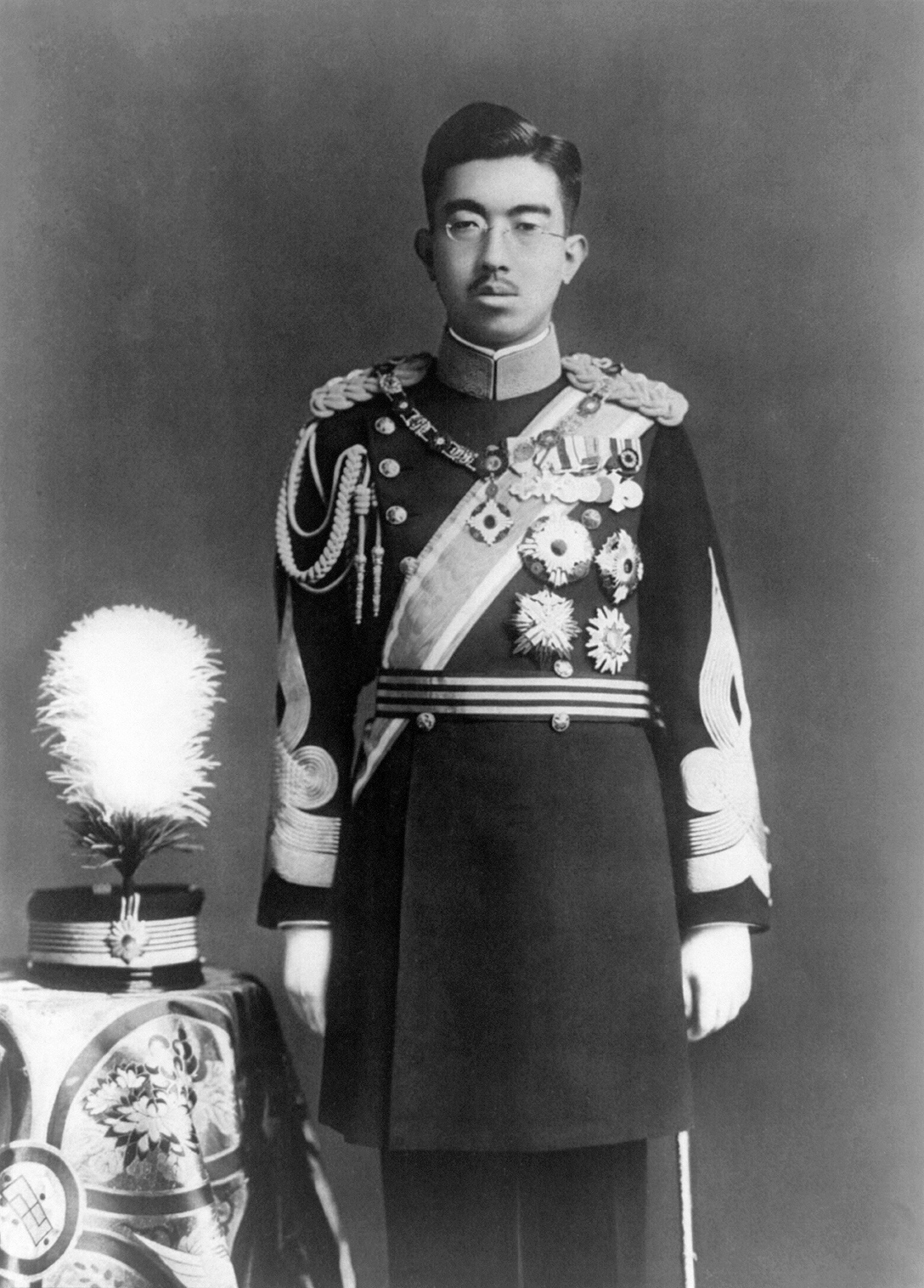
昭和天皇

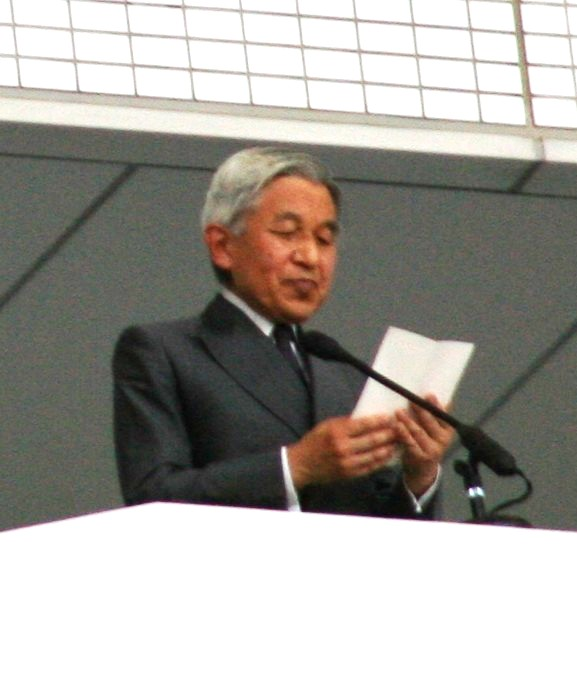
明仁上皇

日本国憲法は、天皇の祖先たちへの言及も、王朝の古代史的な古さへの言及もしていない。歴史教科書は考古学的知見で書かれるようになった。
万世一系はもはや公式のセオリーとはされなくなったが、公式の場での談話や発言からは消えなかった。1977年（昭和52年）8月、那須御用邸での記者会見にて、昭和天皇は次のような説明をした。
皇室の法的地位は、皇位の世襲の原則を再確認することで是認された。1966年（昭和41年）、戦後廃止された「紀元節」が2月11日のまま、ほぼ同義の「建国記念の日」として復活した。
1989年（昭和64年）、明仁親王が天皇に即位した。即位礼にあたり、祖先および神々とのきずなを強調する上代からの儀式、「大嘗祭」が執り行われた。1999年（平成11年）、皇統を褒め称える「君が代」も、国旗国歌法により日本の国歌として確定された。

## 万世一系がうたわれた実例

### 大日本帝国憲法
1889年（明治22年）、近代国家の憲法として大日本帝国憲法が公布された。この憲法では、皇室の永続性が皇室の正統性の証拠であることを強調していた。『告文』（憲法前文）には、以下のような文章がある。
輝かしき祖先たちの徳の力により、はるかな昔から代々絶えることなくひと筋に受け継がれてきた皇位にのぼった朕は…
そして、憲法第1条にて「大日本帝国ハ万世一系ノ天皇之ヲ統治ス」と規定されたのである。近代的な政治文書で「万世一系」のような詩的な文言がもちいられたのは、これが初めてである。「万世一系」の言葉は公式の考えの中心となった。学校や兵舎でも、公式な告知や発表文でも、広く使われて周知されていった。

### 君が代
1880年（明治13年）、日本の国歌として『君が代』が採用された。君が代は10世紀に紀友則、紀貫之、凡河内躬恒、壬生忠岑の4人の選者により編纂された『古今和歌集』に収録されている短歌の一つである。バジル・ホール・チェンバレンはこの日本の国歌を翻訳した。日本の国歌の歌詞とチェンバレンの訳を以下に引用する。
汝（なんじ）の治世が幸せな数千年であるように

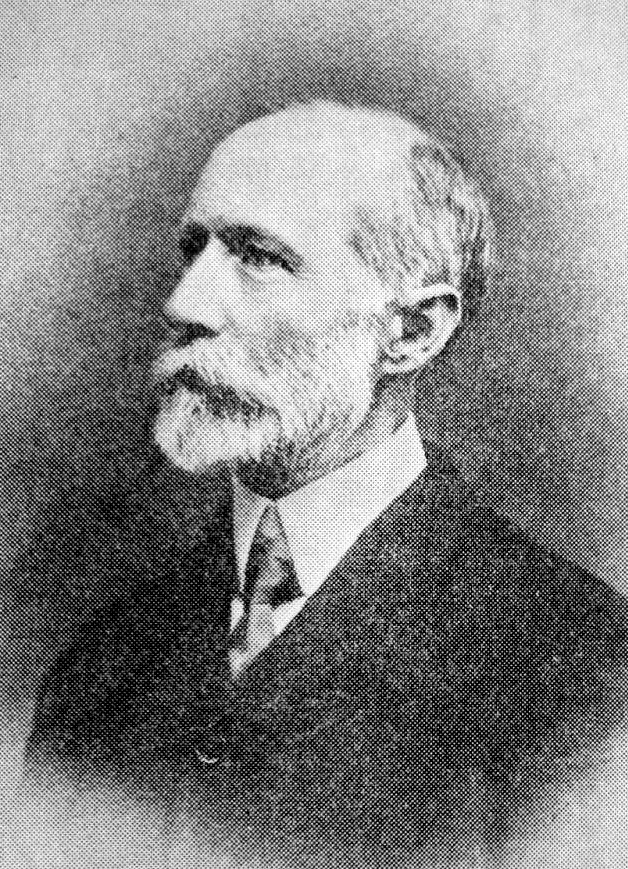
チェンバレン

われらが主よ、治めつづけたまえ、今は小石であるものが

時代を経て、あつまりて大いなる岩となり

神さびたその側面に苔が生（は）える日まで
A thousand years of happy life be thine!

 Live on, my Lord, till what are pebbles now,

 By age united, to great rocks shall grow,

 Whose venerable sides the moss doth line.
日本の国歌も「天皇の治世」を奉祝する歌であり、皇統の永続性（万世一系）がテーマである。世界で最も短い国歌が世界で最も長命な王朝を称えている。

### 国体の本義
国体の本義とは、1938年（昭和13年）、「日本とはどのような国か」を明らかにしようとするために、当時の文部省が学者たちを結集して編纂した書物である。万世一系についての主張を以下に引用する。

### その他の「万世一系」論
- 朕祖宗ノ遺烈ヲ承ケ萬世一系ノ帝位ヲ踐ミ朕カ親愛スル所ノ臣民ハ即チ朕カ祖宗ノ恵撫慈養シタマヒシ所ノ臣民ナルヲ念ヒ……（大日本帝国憲法発布の詔勅）

- 大日本國皇位ハ祖宗ノ皇統ニシテ男系ノ男子之ヲ繼承ス（旧皇室典範第一条）

- 天佑ヲ保有シ万世一系ノ皇祚ヲ践メル大日本帝国天皇ハ昭ニ忠誠勇武ナル汝有衆ニ示ス（米英両国ニ対スル宣戦ノ詔書）。
  - 詔勅や外交文書の冒頭では、このように「天皇」に対する修飾語として用いられることもあった。

## 論争
万世一系についての様々な説を巡り、大きな論争に発展した。

### 戦前の論争
1911年（明治44年）には、国定教科書問題・南北朝正閏論争があった。学校の歴史教科書で「南北朝時代」の用語を使っていた。このことをめぐって、帝国議会で南北朝正閏論が問題化した。それ以降の教科書では、「吉野朝時代」の用語を使うことになった。この問題では、万世一系の概念の中で、皇統の一系（皇統が分立することがない）が問題になった。江戸時代から一般的であった南北朝時代の史観が、明治時代の万世一系では不適当とされた事例である。また、壬申の乱のような皇室での争いは、教科書に記述がなかった。

### 国体との関係
国体の一番の根拠は万世一系であった。それゆえに国体の問題でも深い影響を与えていた。天皇機関説論争の際には、神勅が天皇による直接統治の根拠とされた。『国体の本義』でも、神勅や万世一系が冒頭で強調されている。昭和維新を標榜した一連の変革運動でも、君民一体の思想から、天皇による直接支配こそ社会の閉塞をうちやぶるものであり、「君側の奸」がそれを妨げているという主張がなされた。この問題により、万世一系をめぐる論争は、皇室の問題と結びついて大きな広がりを持つことになる。

### 戦後の論争
戦後になると戦前の皇国史観への反動とマルクス史観の流行により王朝交替説が盛んに唱えられるようになった。そのうちの多くはその後否定されるに至っているが、継体天皇の出自の問題（継体天皇王族説/継体新王朝論）など現在も議論の絶えない問題もある。

### 戦後の歴史家
ベン＝アミー・シロニーは戦後の歴史家の研究態度について「戦前の日本で天皇の王朝の非常な古さが国家主義的に悪用されたことに強く反発する戦後の歴史家は、日本における皇室制度と皇室の異例な長命さという意義を軽んじてきた。しかし、そうした彼らでも認めざるをえないのは、皇位を占めている血縁集団が世界最古の在位の君主家だということである。」と指摘している。

### 皇位継承問題
第二次世界大戦後、敬宮愛子内親王などの皇族の女子が誕生する一方で、秋篠宮文仁親王誕生以降は悠仁親王の誕生まで約40年もの間皇族の男子が誕生せず、皇位継承権を持つ皇族の男子が不足していることを背景に、皇統の「女系天皇」を容認しようとする皇室典範に関する有識者会議などの動きがあった。万世一系の伝統から旧皇族を復帰させて男系による皇位継承を守ろうという意見、万世一系に拘りを無くし万世一系の断絶にあたるとの指摘のある「女系天皇」容認論、さらに踏み込んでの女系も含めた直系長子優先の皇位継承を主張する意見等、政府による令和３年の「天皇の退位等に関する皇室典範特例法案に対する附帯決議」に関する有識者会議を経ながら、皇位継承を巡って現在も論争となっている。